# Šime Ljubić
Don Šime Ljubić ( Stari Grad na ostrově Hvaru, 24. května 1822 - tamtéž, 19. října 1896) byl chorvatský katolický kněz, teolog, archeolog, historik, politik a autor životopisů.
Studoval teologii v Záhřebu a dějiny a slavistiku ve Vídni. Byl ředitelem Archeologického muzea ve Splitu a pobýval v benátských archivech, kde shromažďoval materiál, který později zveřejnil v Jihoslovanské akademii věd a umění (Jugoslavenska akademija znanosti i umjetnosti, dnes: Hrvatska akademija znanosti i umjetnosti), jejímž byl zakládajícím členem. Později byl ředitelem Archeologického muzea v Záhřebu. Založil Chorvatskou archeologickou společnost a zahájil vydávání jejího časopisu „Viestnik hrvatskoga areheologičkoga družtva“. Napsal práce o starověké numismatice, o prehistorických a římských nálezech, shromáždil materiál pro Národní muzeum, vydal středověké statuty měst Budva, Skradin a Hvar a práce o vztazích mezi Dubrovníkem a Benátkami, o Markantunovi de Dominis a Petaru Hektorovićovi . Podílel se na národním obrození v Dalmácii a věnoval se také literární tvorbě.

## Galerie

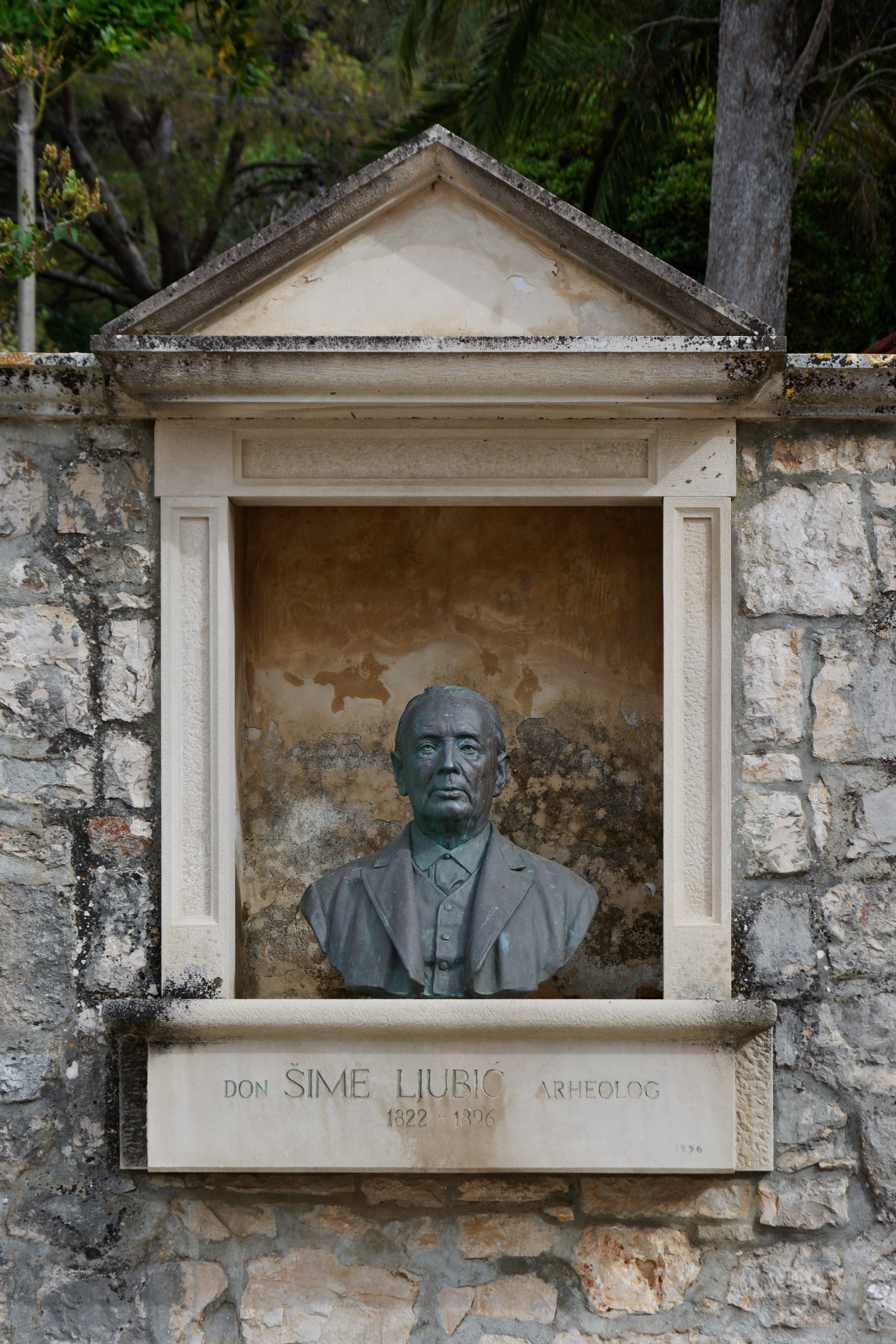
Busta Šime Lubiće na zdi jeho domu ve Starém Gradu.
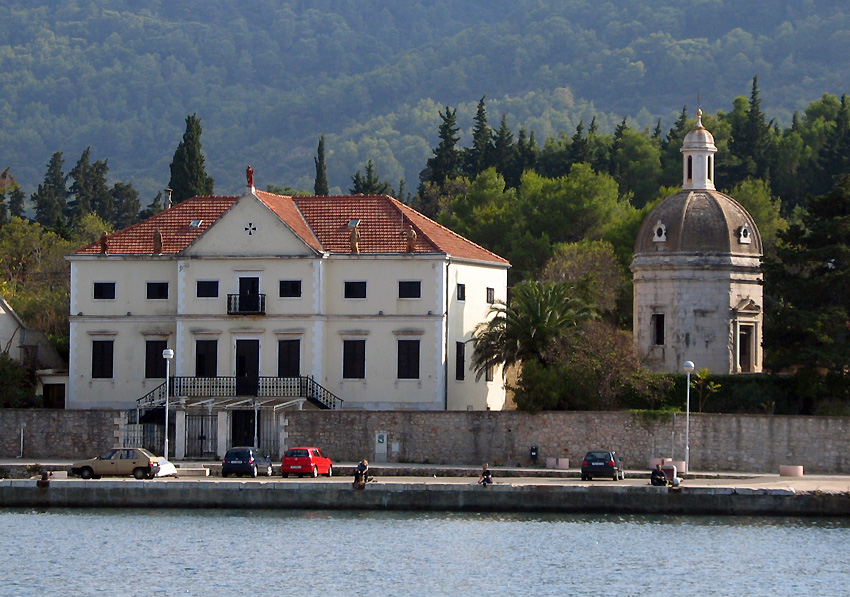
Dům a mauzoleum Šime Ljubiće ve Starém Gradu
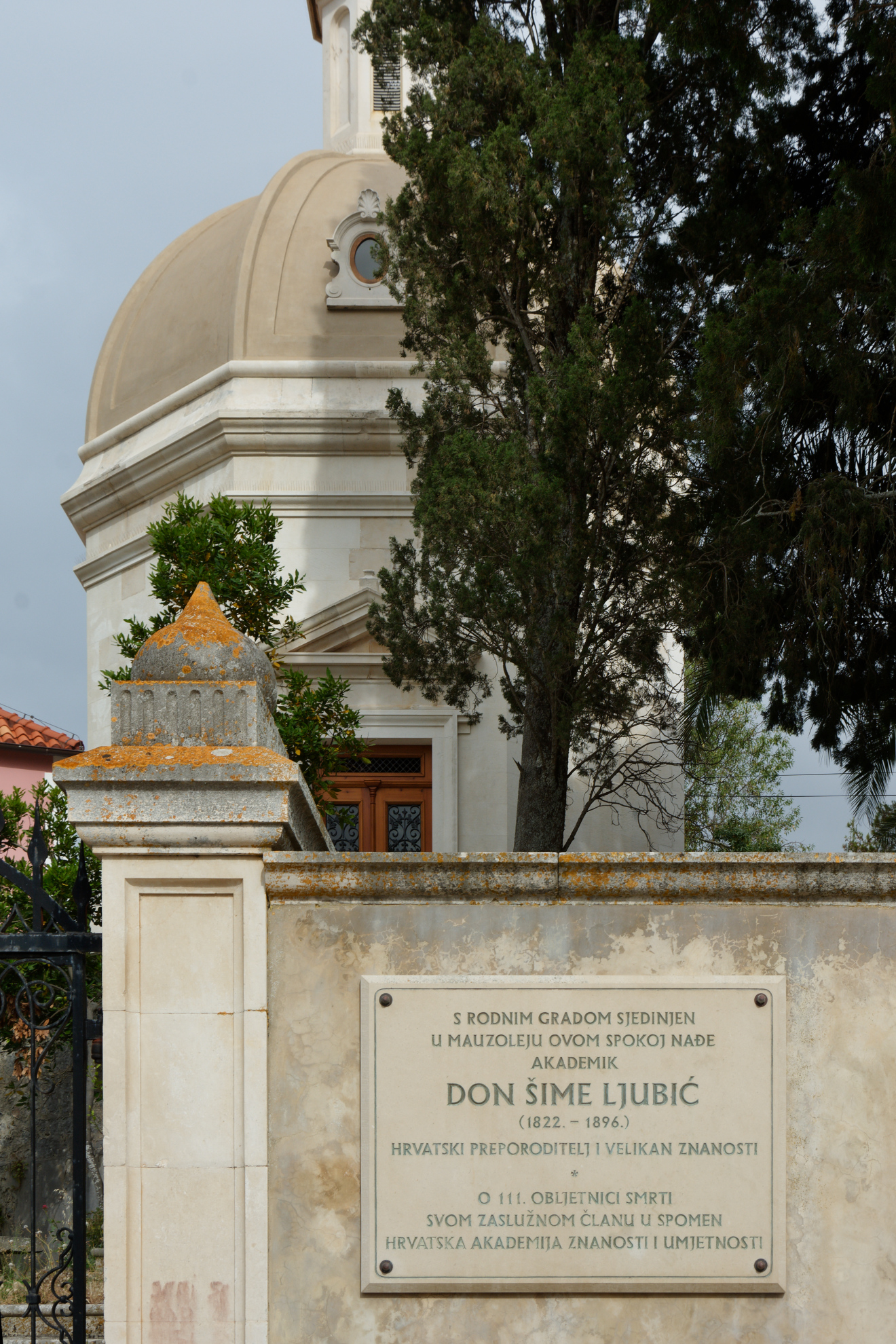
Pamětní deska tamtéž